# Powstańcza Armia Krajowa
Powstańcza Armia Krajowa (znana także jako Druga Kadrowa lub Siły Zbrojne Polski Podziemnej) – organizacja konspiracyjna stawiająca sobie za cel zniesienie stanu wojennego w Polskiej Rzeczypospolitej Ludowej oraz uwolnienie więźniów politycznych. Na czele grupy odpowiedzialnej za atak na ambasadę PRL w Szwajcarii stał Florian Kruszyk.

## Powstanie
W 1969 były funkcjonariusz Służby Bezpieczeństwa Florian Kruszyk, będąc ściganym w Polsce listem gończym, udał się do jednej z placówek RFN w Austrii i poprosił o azyl polityczny. Twierdził, że należy do podziemnej organizacji wojskowej, działającej w Polsce. Nie wiadomo, czy władze Niemiec uwierzyły w wersję przedstawioną wydarzeń. Niedługo po próbie uzyskania azylu Kruszyk wziął udział w napadzie na jednego z wiedeńskich jubilerów, za co został skazany na 9 lat pozbawienia wolności. Po wyjściu na wolność zamieszkał legalnie w Holandii, gdzie starał się o założenie Komitetu do spraw Ochrony Praw Człowieka w Polsce, który miał wspierać opozycję. W 1981 otworzył w Hadze restaurację chętnie odwiedzaną przez Polaków, gdzie starał się ich nakłonić do założenia organizacji wojskowej. 6 września 1982 wraz z grupą uzbrojonych Polaków wtargnął do ambasady PRL w Bernie.
W 1981, po wprowadzeniu stanu wojennego, w Grodzisku Mazowieckim powstała organizacja stawiająca sobie za cel walkę z reżimem oraz zniesienie stanu wojennego. W 1982, w trakcie próby rozbrojenia funkcjonariusza Milicji Obywatelskiej, został śmiertelnie postrzelony starszy sierżant Zdzisław Karos.

## Akcje
Zabójstwo Zdzisława Karosa
18 lutego 1982 członkowie Powstańczej Armii Krajowej zaatakowali w tramwaju funkcjonariusza Milicji Obywatelskiej Zdzisława Karosa. W trakcie akcji wywiązała się szarpanina, w której jeden z członków organizacji Robert Chechłacz oddał strzał, po którym milicjant zmarł 23 lutego w szpitalu.
Atak na polską placówkę w Szwajcarii
6 września 1982 członkowie PAK zajęli ambasadę PRL w Bernie. Ostatecznie akcja zakończyła się niepowodzeniem. 9 września szwajcarscy komandosi odbili budynek i uwolnili przetrzymywany personel. W trakcie zamachu Florian Kruszyk używał pseudonimu „pułkownik Wysocki”, a jego zastępcą był Krzysztof Wasilewski „Kaczor”. W akcji brali również udział Mirosław Plewiński „Sokół” oraz Marek Michalski „Ponury”. Ostatecznie sąd w Szwajcarii skazał Floriana Kruszyka na karę 6 lat pozbawienia wolności, a pozostałych zamachowców na kary od dwóch i pół roku więzienia wzwyż.

## Kontrowersje
Do dziś nie wiadomo, ilu członków liczyła Powstańcza Armia Krajowa. Florian Kruszyk utrzymywał, że około trzech tysięcy żołnierzy oraz zaplecze na terenie Albanii, co może potwierdzać jedno z ostatnich żądań zamachowców z Berna - transportu do Albanii. Żadna z tych informacji nie została potwierdzona, a wielu ekspertów uznaje Powstańczą Armię Krajową za organizację terrorystyczną. Od działań grupy odpowiedzialnej za strzelaninę i śmierć Zdzisława Karosa odcięły się inne ugrupowania opozycyjne działające wtedy w Polsce.